# Fuga de cerebros
Fuga de cerebros è un film del 2009 diretto da Fernando González Molina.
Il film è una commedia, con protagonisti Mario Casas e Amaia Salamanca è stato prodotto in Spagna da Antena 3. 

## Trama
Il diciottenne Emilio racconta le sue disavventure amorose con Natalia causate da tutti i suoi problemi fisici (apparecchio ortodontico, ortesi, ecc.)
Compiuti i 18 anni, egli si libera di tutti gli apparecchi dentali e ha finalmente l'occasione di confessare a Natalia il suo amore, ma quando lei ottiene una borsa di studio per frequentare l'università di Oxford (Inghilterra), tutti i suoi amici cercano di aiutarlo andando proprio a Oxford anche con false borse di studio.
Comunque, una volta lì, il gruppo deve confrontarsi con grossi ostacoli, ad esempio il loro scarso inglese nonché le loro disabilità e stranezze (uno degli amici di Emilio è cieco, un altro è paraplegico, ed infine l'ultimo è un trafficante di droga). Ciò nonostante e malgrado i loro impedimenti, fanno del loro meglio per aiutarlo ad avvicinarsi a Natalia con risultati disastrosi.

## Produzione
Le riprese del film sono iniziate il 14 luglio 2008 e si sono svolte a Madrid e Gijón.

## Distribuzione
Il film è stato distribuito il 24 aprile 2009. 

## Accoglienza

### Incassi
Nella sua prima settimana nelle sale spagnole, il film ha raggiunto 1.200.000 € ai botteghini, raggiungendo la quota di circa 200.000 spettatori. Con questi risultati, Fuga cerebros è stato in prima posizione ai box office spagnoli.
Mentre negli Stati Uniti, distribuito da 20th Century Fox con il titolo Brain Drain, ha incassato 1,614,121 di dollari nella sua prima settimana.
Il totale raggiunge l'ammontare di 7 milioni di euro, divenendo il più grande blockbuster spagnolo dell'anno 2009.

### Ascolti
Sempre in Spagna, il lungometraggio ha avuto molto successo anche nel suo passaggio televisivo toccando uno share del 19,5% raggiungendo più di 3 milioni di telespettatori.

### Critica
Nonostante gli alti incassi, il film ha avuto giudizi mediocri dalla critica spagnola e americana.

Su IMDB ha una media di 4,8 su 10, mentre su FilmAffinity ha una media di 4,6 su 10. Infine, la rivista Decine21 gli ha dato una stella su cinque.

## Sequel
Grazie ai grandi incassi nei box office spagnoli, Carlos Theron ha creato un sequel intitolato Fuga de cerebros 2: Ahora en harvard uscito nel 2011.

## Remake
Fuga de cerebros (letteralmente "Fuga di cervelli") in Italia, attualmente inedito, è arrivato sotto forma di remake con il film Fuga di cervelli (2013) per la regia di Paolo Ruffini.